# Атлантида: Возвращение Майло
«Атлантида 2: Возвращение Майло» (англ. Atlantis: Milo's Return) — полнометражный рисованный мультипликационный фильм и сиквел мультфильма «Атлантида: Затерянный мир», выпущенный студией Уолта Диснея в 2003 году. Сюжет состоит из трёх историй, в одной из которых рассказывается о Кракене, в другой — о песчаных призраках койотов в пустыне, а в третьей — о боге Одине, Рагнарёке и городе Асгарде.

## Сюжет
Действие происходит через несколько лет после первой части. Майло и Кида возрождают Атлантиду с помощью Великого Кристалла Атлантов. Внезапно приезжает вся старая команда друзей вместе с мистером Уитмором, который сообщают, что в северных морях появился огромный монстр, топящий безобидные грузовые суда. Майло и Кида согласны отправиться на поверхность вместе с их домашним животным Оби, чтобы найти причину, а Кида также хочет найти ответы на вопросы о поступках её отца.

## Роли озвучивали
| Роль                       | Исполнитель в оригинале |
| -------------------------- | ----------------------- |
| Майло Тэтч                 | Джеймс Арнольд Тейлор   |
| Кида                       | Кри Саммер              |
| Престон Уитмор             | Джон Махони             |
| Джебедая Фарнсворт         | Стив Барр               |
| Винченцо Санторини         | Дон Новелло             |
| Мольер                     | Кори Бёртон             |
| Одри                       | Жаклин Обрадорс         |
| Джошуа Миляга              | Фил Моррис              |
| Миссис Вильгельмина Пэкард | Флоренс Стэнли          |
| Чакаши                     | Флойд Вестерман         |
| Эрик Хелльстром/Один       | Уильям Морган Шеппард   |
| Эдгар Волгуд               | Клэнси Браун            |
| Ингер Элиассен             | Джин Джилпин            |
| Сэм МакКин                 | Джефф Беннетт           |
| Эштин Карнаби              | Томас Фрэнсис Уилсон    |

## Создание
На самом деле, вместо второй части должен был быть выпущен мультсериал, однако по ряду причин, идея так и не была реализована, а потому выпустили полнометражный мультфильм, в котором были сюжетные заготовки для не вышедшего сериала.